# 池田斉稷
池田 斉稷（いけだ なりとし）は、因幡鳥取藩の第8代藩主。
第6代藩主・池田治道の次男。母は側室の佃氏（浦の方）。正室は米沢藩主・上杉治広の三女・演姫（天殊院）。異母兄に池田斉邦、子に池田斉訓（次男）、長女・月鏡院素姫（ただひめ、佐竹義厚継室）、娘（池田斉衆正室）、娘（松平忠彦正室）など4男3女、養子に池田斉衆がいる。幼名、永之進。初名は道稷（みちとし）。官位は従四位下のち従四位上、侍従、因幡守、左近衛少将のち左近衛中将。

## 生涯
天明8年（1788年）、江戸藩邸で生まれる。父・治道の正室・生姫（伊達重村の娘）が寛政4年（1792年）に死去すると、一部の家臣によって1歳違いの異母兄・銀之進（斉邦）の対抗馬として推される。江戸でも治道の跡取りに永之進を推す声が高く、国許との間に対立が起きた。銀之進を世嗣に推す藩士の佐々木磯右衛門が治道の怒りを被ったことから見ると、父からも跡継ぎに期待されていたものとみられる。結果、磯右衛門が諌死したことにより兄が嫡男となったが、父から大変気に入られていたのか、のちに父から偏諱を与えられて道稷と名乗っている。
寛政10年（1798年）に父が亡くなり、兄・昭邦（のち斉邦）が家督を継いだが、文化4年（1807年）に嗣子なくして亡くなったため、道稷が家督を相続する。兄同様、11代将軍徳川家斉の面前で元服、家斉の偏諱を受け斉稷に改名、従四位下を叙任する。斉稷は歴代藩主で初めて因幡守を名乗った。文化10年（1813年）、正室・演姫と婚姻した。
子沢山の家斉は主だった諸大名に自身の子を養子として出しており、文化14年（1817年）に鳥取藩も十三男の乙五郎を婿養子（養嗣子）として迎えた。これにより、斉稷は従四位上を叙任した。文政2年（1819年）、左近衛中将となり、葵紋を下賜される。江戸城伺候席も大広間から大廊下下に昇進した。文政7年（1824年）、養嗣子の乙五郎が父・家斉の面前で元服、家斉の偏諱を受け斉衆と名乗り、従四位上・侍従を叙任した。文政9年（1826年）、斉衆は疱瘡のために死去した。これにより斉稷の実子（次男）誠之進（のちの斉訓）が世嗣となった。
文政13年（1830年）5月2日に江戸屋敷で死去した。享年43。家督を斉訓が継いだ。法号は耀國院殿峻徳光隆大居士。遺命により江戸の弘福寺に埋葬され、鳥取藩主池田家墓所に遺髪が葬られた。のち、関東大震災を機に昭和5年（1930年）、鳥取藩主池田家墓所に改葬された。
鳥取藩ではそれまで池田輝政の血筋を守ってきたが、斉稷の代になり将軍家より嗣子を入れたため、その後他家からの養子を迎える道を開くことになった。

## 系譜
子女は4男3女
- 父：池田治道（1768年 - 1798年）
- 母：浦の方 - 佃氏
- 正室：演姫 - 天殊院、上杉治広の三女
- 室：高沢氏
  - 次男：池田斉訓（1820年 - 1841年）
- 生母不明の子女
  - 長女：素姫（ただひめ） - 月鏡院、佐竹義厚継室
  - 女子：池田斉衆正室
  - 女子：松平忠彦正室
- 養子
  - 男子：池田斉衆（1812年 - 1826年） - 徳川家斉の十三男